# 卡薩布蘭卡-塞塔特大區
卡薩布蘭卡-塞塔特大區（阿拉伯语：الدار البيضاء - سطات）是摩洛哥的一個大區，位於該國西北部，首府設於卡薩布蘭卡，始建於2015年9月，面積20,166平方公里，2014年人口6,861,739，人口密度每平方公里340人。